# Melanephia cinereovariegata
Melanephia cinereovariegata là một loài bướm đêm trong họ Noctuidae.